# صوت الإنسان

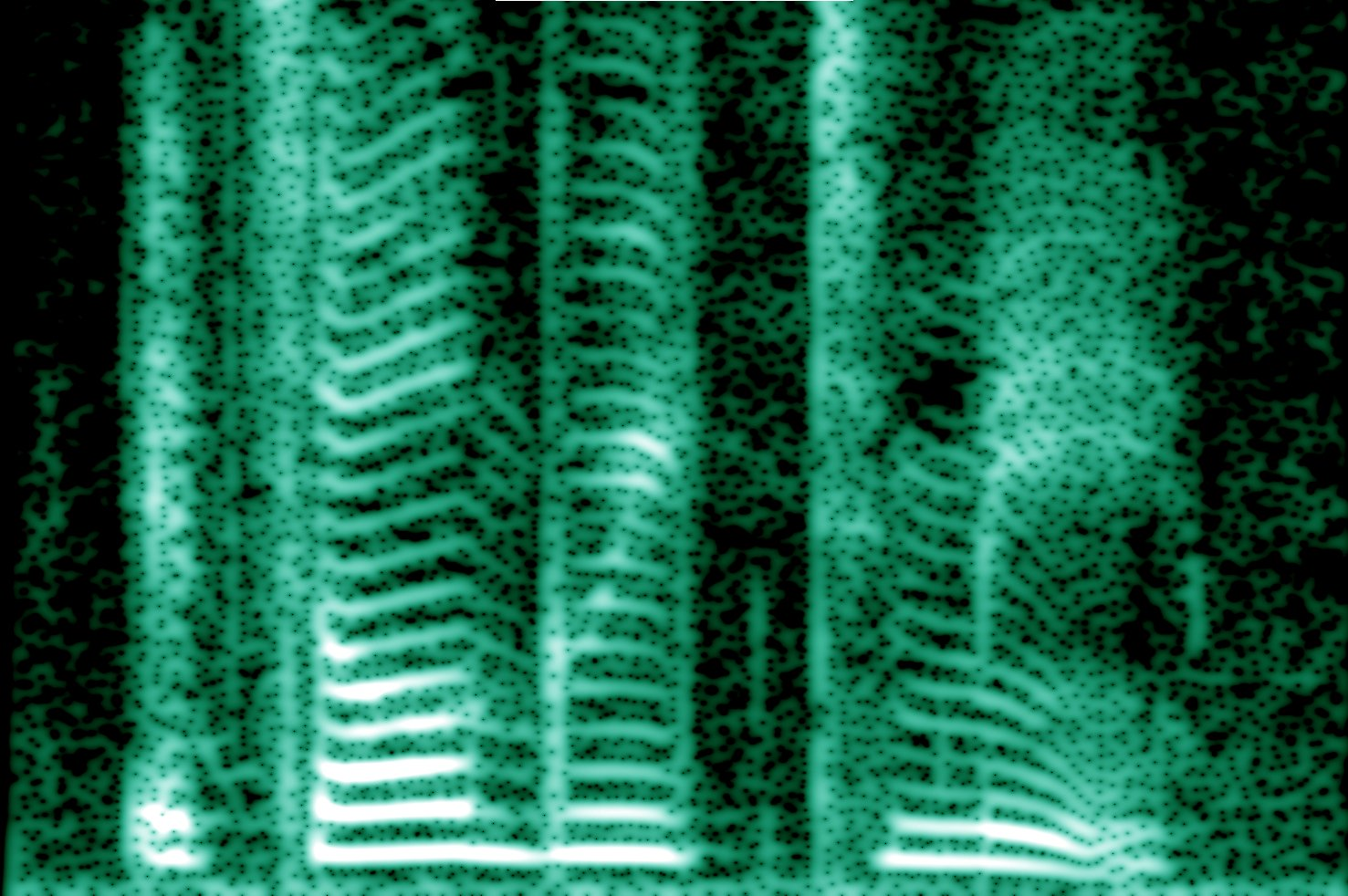
صورة طيفية لصوت إنسان.

صوت الإنسان وهو صوت ينشأ من إنسان ويستعمله في حديث وغناء وضحك وبكاء والصراخ وذلك للتعبير عن مشاعره وللتواصل مع مجتمعه، ويكون صوته ناتج من الحبال الصوتية وألتي تلعب الحنجرة والرئتين واللسان والشفتين دور في ذلك.